# یشوع‌یهب سوم

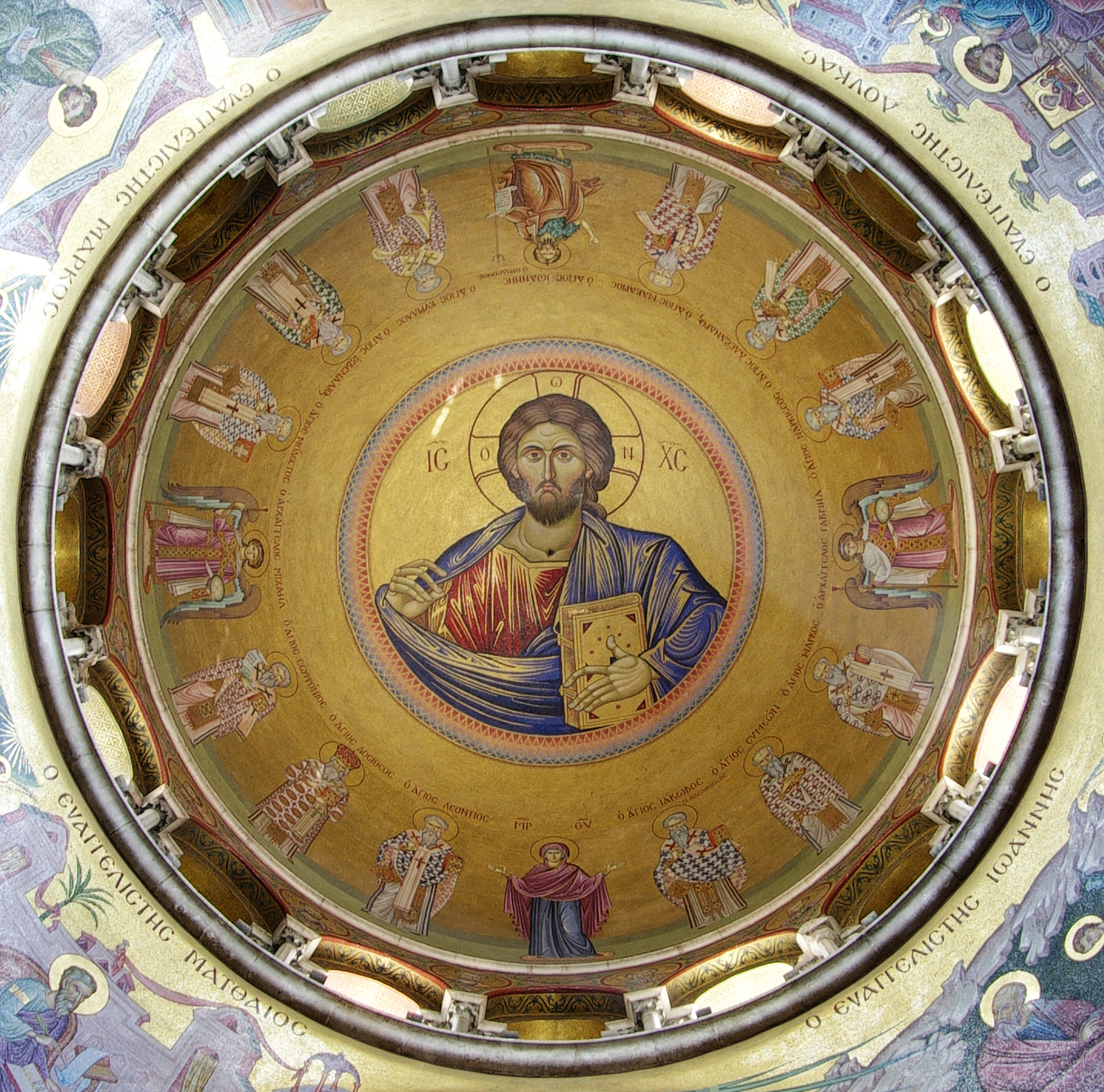
نگاره ای از یشوع‌یهب سوم

یشوع‌یهب سوم (۵۸۰–۶۵۹) (به سریانی: ܝܫܘܥܝܗܒ ܬܠܬܝܐ) پاتریارک کاتولیک کلیسای شرق از ۶۴۹ تا ۶۵۹ بود. یشوع‌یهب در خانواده ثروتمندی در شهر قبالانا در آدیابن (اربیل امروزی) متولد شد و در مدرسه نصیبیان تحصیل کرد. او همواره روابط خوب خود را با عرب‌ها - که از آنها در زمان‌های متفاوتی با نام‌های طی و مهاجران و حنفی یاد کرده - حفظ می‌کند.
| پیشین: Maremmeh | بطریق‌های کلیسای شرق ۶۵۹–۶۴۹ | پسین: Giwargis I |